# Walter Mischel
Walter Mischel, né le 22 février 1930 à Vienne (république d'Autriche) et mort le 12 septembre 2018 à Manhattan (New York, États-Unis), est un psychologue américain d'origine autrichienne, spécialiste de l'étude de la personnalité et de la psychologie sociale. Il est notamment connu pour avoir conduit l'étude du test du marshmallow. 

## Biographie
Walter Mischel est né le 22 février 1930 à Vienne (république d'Autriche).

## Travaux
En 1972, Walter Mischel conduit l'étude du test du marshmallow auprès d'enfants.
À partir de 1982, il recontacte les enfants ayant participé à l'étude du marshmallow ; il observe que les enfants qui ont patienté lors du test du marshmallow sont ceux qui semblent (des années plus tard) le mieux « réussir dans leur vie ».

## Publications
- (en-US) W. Mischel, Y. Shoda, M. L. Rodriguez, Delay of gratification in children in Science 244, 1989, p. 933–938.
- (en-US) W. Mischel, O. Ayduk, Willpower in a cognitive-affective processing system: The dynamics of delay of gratification in R. F. Baumeister, K. D. Vohs : Handbook of self-regulation: Research, Theory, and Applications, Guilford, New York, 2004, p. 99–129.
- (en-US) The Marshmallow Test: Mastering Self-Control, Little Brown, New York, 2014,  (ISBN 978-0-316-23087-2).